# پروژه حفاظت از منابع ابی التاش
پروژه حفاظت از منابع ابی التاش (به لاتین: Altash Water Conservancy Project) یک سد در چین است که در Yarkant River Basin, southern Xinjiang واقع شده‌است.